# Balthasar Permoser
Balthasar Permoser (ur. 13 sierpnia 1651 w Kammer bei Waging, obecnie część Traunstein; 20 lutego 1732 w Dreźnie) – niemiecki rzeźbiarz okresu baroku i wczesnego rokoko.

## Życiorys
Permoser pierwsze nauki pobierał w rodzinnej miejscowości u malarza Guggenbichlera. Około 1663 pojechał do Salzburga, gdzie był uczniem rzeźbiarza Wolfa Weißenkirchnera w Salzburgu. Od ok. 1670 kształcił się w Wiedniu u Adama Krakera. Najpóźniej w 1675 pojechał do Włoch, gdzie zapewne pracował w Wenecji, Rzymie i Florencji. Źródłowo jest potwierdzony tylko w tym ostatnim mieście. Wykonywał tam zlecenia dla księcia Kosmy III. W 1689 został zaproszony do Drezna przez elektora Jana Jerzego III i mianowany nadwornym rzeźbiarzem. Urząd ten pełnił do śmierci. Wykonał dla elektora dwie monumentalne rzeźby ogrodowe Herkulesa. W 1697 przebywał w Salzburgu, gdzie wyrzeźbił atlantów do zachodniego wejścia Stajni Dworskich. W latach 1704–1710 pracował w Charlottenburgu koło Berlina.
Następnie powrócił do Drezna, gdzie współpracował z architektem Matthäusem Danielem Pöppelmannem przy dekoracji jego dzieła – Zwingeru, wznoszonego w latach 1710–1728 dla Augusta Mocnego. Wykonał także rzeźbę Apoteoza księcia Eugeniusza Sabaudzkiego (1718–1721), która jednak nie spodobała się zamawiającemu. Wyrzeźbił św. Augustyna i św. Ambrożego dla Hofkirche w Dreźnie (1725, obecnie w Stadtmuseum w Budziszynie) oraz ambonę dla tej świątyni (1738). Wykonał także rzeźby do grobowców Zofii Saskiej i Wilhelminy Ernestyny z Palatynatu dla katedry we Freibergu.
Po swojej śmierci Balthasar Permoser został pochowany na starym cmentarzu katolickim w Dreźnie.